# 누멘타
누멘타(Numenta) 또는 그록(Grok)은 2005년 3월 24일 제프 호킨스에 의해 설립된 회사이다. 본래 이름은 누멘타였으나 2013년, 그록으로 변경되었다. 이는 연구 기반 벤처에서 상업적 제품 개발로의 전환을 강조하기 위한 목적이다.

## 참조
1. ↑  “Numenta Changes Name to Grok”. 2014년 2월 1일에 원본 문서에서 보존된 문서. 2014년 1월 22일에 확인함.